# 経尿道的前立腺切除術
経尿道的前立腺切除術(けいにょうどうてきぜんりつせんせつじょじゅつ、Trans-urethral resection of the prostate: TUR-P, TURP)は前立腺肥大症における標準的治療法の一つ。

## 手技
全身麻酔・脊椎麻酔・硬膜外麻酔のどれかを前処置として施す。
体位は砕石位とし、膀胱鏡手術器を尿道より挿入し、尿道の閉塞原因の前立腺肥大症を電気メスで削る。電気メスは出力100ワット～200ワットの高周波装置である。
手術中は視野を確保するために、特殊な等張液で還流しながら前立腺を切除する。手術時間は正味1時間以内が最良とされている。熟練した泌尿器科医で切除速度が1分間に1gの前立腺を切除する。したがって、50gの前立腺肥大症の場合、完全に切除するためには少なくとも50分の手術時間が必要になる。

## 合併症
1. 穿孔：削りすぎて前立腺被膜に穴を開けてしまうことがある。
2. 水中毒：長時間手術していると、切除断面から還流液が体内に吸収されて肺水腫・心不全状態になる。
3. 出血：手術後に止血した血管から出血することがある。
4. ED（勃起不全）：長時間の手術で電気メスの電流が勃起神経に流れ、一時的に勃起不全になる。
5. 尿失禁：尿道括約筋の近辺を電気メスで切除するために、尿道括約筋が一時的に麻痺を起こすためである。
6. 使用する電解質溶液により低ナトリウム血症を引き起こす危険性があり、術中の患者の観察に注意が必要。
  - 低ナトリウム血症を起こすと循環障害、高血糖、不穏などの症状が現れる。
7. 対策：術者は無理をせずに、なるべく短時間に丁寧な手術を心がける。

## 症例
症状は1時間に1回の日中の頻尿、夜間3回の頻尿、下腹部疼痛であった。排尿直後の残尿量測定検査結果は172mlと、大量の残尿を認めた。
小さな半球のドームが精丘（精液の発射口）である。正常であれば、この位置から膀胱の内腔が見える筈であるが、前立腺肥大症により尿道が完全に閉じている。
電気メスの金属製ループで前立腺肥大症の組織を削る事により、前立腺肥大症の圧迫がなくなり、膀胱内腔（暗い部分）を見通すことが出来る。